# 黄华清
黄华青（1915年—1969年2月），又名黄华清，男，安徽省六安县人。抗日战争期间被编入聂荣臻领导的晋察冀军区，任卫生部政治委员。在哈尔滨市公安局陈龙任总局长时任副局长，后为第三任总局长，领导破获“四·二二”大案。西安红旗机械厂（现中航工业西航）第一任党委书记。

## 生平

### 早年经历
黄华青出生在南岳庙大步口乡。在叔伯兄的影响下，于1929年参加了青年团，担任队长组织少年先锋队。在1931年2月参加红军，被安排带领10几名团员到前方参加红四军被编入12师。在湖北黄安战役中被包围，与战友一起跳崖后摔折腰脊。1933年，被编入28军82师担任党委会秘书。1934年，跟随红25军开始长征进入陕西南部建立根据地，1935年秋红25军到达陕北苏区，后来与陕北红26军会合改为红15军团。同年在陕北转为正式党员。
1936年 - 1947年抗日战争时期，主要在部队和学校从事党的政治工作：在晋察冀军区军政干部学校，孙毅为校长兼政治委员，黄华青为党总支书记，1937年在晋察冀军区机关与王宗槐共事，1940年在八路军晋察冀军区卫生部任政治委员，1945年10月跟随何长工领导的抗日军事政治大学从绥德出发进入东北，1946年在东北军政大学总校二支队任政治委员。
1947年 - 1949年期间任哈尔滨市公安局副局长、总局长，同时任中共哈尔滨特别市卫戍党务委员会党委书记、哈尔滨特别市执法大队政委、哈尔滨特别市公安总队队长、哈尔滨市反动党团特登记工作委员会主任。

### 1949年以后
黄华青任南昌市公安局局长、南昌市警备司令部副司令员；1951年 - 1953年任广州市公安局第一副局长，同时任广州市公安总队政委，于1952年当选广州市人民政府委员。1953年 - 1956年在叶剑英领导下任广州华南垦殖总局副局长、社会部部长。1958年被调到西安后，在西安红旗机械厂（现中航工业西航）任党委书记，1965年 - 1969年在中国科学院西北分院任副院长。
文革期间，黄华青受到迫害，于1969年在西安病逝。1971年内务部颁发烈士纪念证，1979年5月追悼会在西安召开。